# Залесский сельсовет (Гродненская область)
Залесский сельсовет (бел. Залескі сельсавет) — административная единица на территории Сморгонского района Гродненской области Белоруссии. Население на 1 января 2023 года составляет 2 349 человек.

## Состав
Залесский сельсовет включает 23 населённых пункта:
- Амелино — деревня.
- Базары — деревня.
- Байбы — деревня.
- Белая — деревня.
- Большая Мысса — деревня.
- Вётхово — деревня.
- Залесье — агрогородок.
- Зарудичи — деревня.
- Клиденяты — деревня.
- Коммунарка — деревня.
- Мигули — деревня.
- Михневичи — деревня.
- Михничи — деревня.
- Мыксы — деревня.
- Оленец — деревня.
- Олешишки — деревня.
- Перебновичи — деревня.
- Перевозы — деревня.
- Светоч — деревня.
- Свиридовичи — деревня.
- Сукневичи — деревня.
- Шутовичи — деревня.
- Яневичи — деревня.